# 苏桥站
苏桥站是一个京广铁路上的铁路车站，位于河南省许昌市建安区苏桥镇，建于1912年，目前为四等站，邮政编码为461101。目前客运：办理旅客乘降；行李、包裹托运；货运：办理整车货物发到。